# Kalórrouma
Kalórrouma (grec moderne : Καλόρρουμα) est une localité située dans le dème de La Canée, du district régional de La Canée, dans la périphérie de Crète, en Grèce.
Selon le recensement de 2011, elle compte 53 habitants.